# Петрушены
Петрушены (рум. Petruşeni, Петрушень) — село в Рышканском районе Молдавии. Относится к сёлам, не образующим коммуну.

## География
Село расположено на высоте 219 метров над уровнем моря.

## Население
По данным переписи населения 2004 года, в селе Петрушень проживает 1213 человека (607 мужчин, 606 женщин).
Этнический состав села:
| Национальность | Число жителей | Процентный состав |
| -------------- | ------------- | ----------------- |
| молдаване      | 1164          | 95.96             |
| украинцы       | 33            | 2.72              |
| русские        | 12            | 0.99              |
| румыны         | 2             | 0.16              |
| болгары        | 1             | 0.08              |
| прочие         | 1             | 0.08              |
| Всего          | 1213          | 100%              |